# Boulevard Zighoud-Youcef
Le boulevard Zighoud-Youcef (en arabe : شارع زيغود يوسف) est une voie d'Alger.

## Situation et accès
Ce boulevard situé dans la commune d'Alger-Centre constitue la majeure partie du boulevard du front de mer face au port d'Alger entre le boulevard Mohamed-Khemisti au niveau de la Rampe Tafourah et le boulevard Che-Guevara, à hauteur du square Port-Saïd.

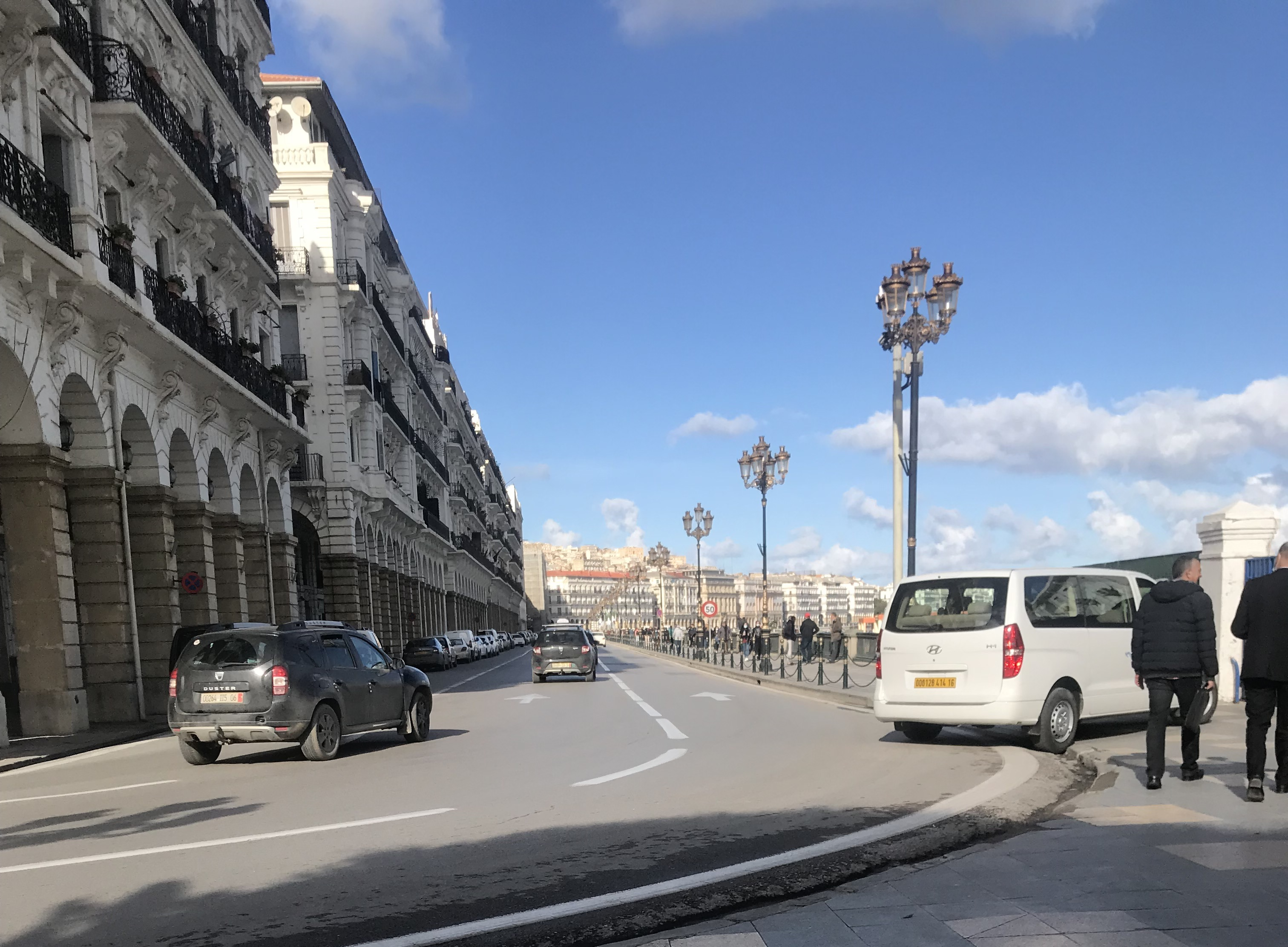
Vue du boulevard en 2020

Il s'agit d'un large boulevard d'Alger qui offre une vue en terrasse sur le port qu'il surplombe de 15 m. Il est constitué d'immeubles haussmanniens à arcades.
Le boulevard est accessible par bus de l'ETUSA, lignes 7, 90, 101, 113.  Un ascenseur permet de rejoindre la gare d'Alger.

## Origine du nom
Il porte le nom du héros de la guerre d'indépendance algérienne Zighoud Youcef (1921-1956).

## Historique
Anciennement boulevard Sadi-Carnot du nom de l'ancien président de la République française.
Il est construit par Frédéric Chassériau entre 1860 et 1866 au-dessus de voûtes qui donnent sur le port.
Les immeubles qui s'y trouvent y ont été établis entre 1870 et 1930, la plupart ont des fonctions administratives.
Deux rampes, la rampe Magenta et la rampe Chasse-Loup Laubat permettent de rejoindre la gare et le port d'Alger.
À l'indépendance de l'Algérie, cet axe est renommé boulevard Zighoud-Youcef.

## Bâtiments remarquables et lieux de mémoire
- no 7 : Conseil de la nation
- no 8 : Siège de la commission bancaire de la Banque d'Algérie[1]
- no 16 : Siège de la Wilaya d'Alger
- no 18 : Siège de l'Assemblée populaire nationale
- no 20 : Hôtel Safir
- no 29 : Air Algérie, Division Commerciale Sous Direction Fidélisation et Gestion Clientèle.